# 鄒炳泰
邹炳泰（？—1820年），字仲文，江苏无锡人。清朝乾隆、嘉庆年间政治人物。

## 生平
邹炳泰于乾隆三十七年（1772年）成二甲进士，选庶吉士，散馆授编修，参与纂修《四库全书》，迁国子监司业。清代国子监仍在元、明时太学旧址，未立辟雍，邹炳泰援引古制，上疏请求建立。乾隆四十八年（1783年），高宗下诏增建辟雍，两年多後，方举行“临雍礼”。鄒炳泰随后破格提拔为国子监祭酒。累迁内阁学士，历任山东、江西学政。嘉庆四年（1799年），授礼部侍郎，调仓场，剔除积弊。之後数度沉浮。嘉庆十年（1805年），擢左都御史，迁兵部尚书，兼署工部，并管理户部三库。嘉庆十一年（1806年），兼管顺天府尹事。嘉庆十二年（1807年），调吏部。嘉庆十四年（1809年），加太子少保衔，不想受到仓吏高添凤盗米之事牵连，被降为二品顶戴，宫保头衔也被剥夺，革职留任，久後方才恢复。嘉庆十六年（1811年），署户部尚书，随即以吏部尚书协办大学士。嘉庆十八年（1813年），因事被罢顺天府尹职位，不久发生天理教林清事变，其教众多聚集在京南的固安及黄村一带，邹炳泰以任府尹期间管理疏忽而被追究，再次降职为中允，旋即退休还乡。嘉庆二十五年（1820年）卒。
著有《午风堂丛谈》八卷。

## 延伸阅读
[在维基数据编辑]
 《清史稿·卷351》，出自趙爾巽《清史稿》